# Ranongga
Ranongga es una isla de las Islas Nueva Georgia, que pertenecen a la provincia Occidental de las Islas Salomón. Fue divisada en 1787 por los navegantes Read y Dale. La mayor parte de los asentamiento se encuentran en el lado oriental de la isla. Unas 2500 personas hablan el idioma ghanongga.

## Geografía
Ranongga es una isla estrecha de 28 km de longitud, situada a 8 km al noreste de la isla de Simbo, al suroeste de Gizo, capital de la provincia Occidental.
Si punto más elevado es el monte Kela, de 869 metros.

## Terremotos
A las 8:05 del 18 de agosto de 1959 se produjo una ola a causa de un seísmo frente a la costa de la isla. Poco después, se observaron grandes olas en Vori, en la costa norte. El mar retrocedió 15 metros y volvió a su nivel original. En abril de 2007 se produjo otro gran terremoto y tsunami que afectó a la isla y a buena parte de las Islas Salomón. La línea costera se extendió hasta 70 metros y la isla se levantó tres metros, dejando en superficie todos los arrecifes que rodean la isla y dificultando la vida a la población local.